# Nova Ghenerațiia
Nova Generatsiia (Ucraineană: Нова ґенерація), adică „Noua generație” în engleză, a fost o revistă ucraineană futuristă. Revista a fost editată de Mikhail Semenko (uk) și a fost publicată între octombrie 1927 și decembrie 1930 la Harkov. Revista a fost organul oficial al unui grup de futuriști ucraineni condus și de Semenko, care și-a luat numele din revistă și credea că sfârșitul artei burgheze și o perioadă de distrugere sunt necesare pentru a aduce o epocă a sintezei și a creării unui formă de artă cu totul nouă și revoluționară.

## Conținut

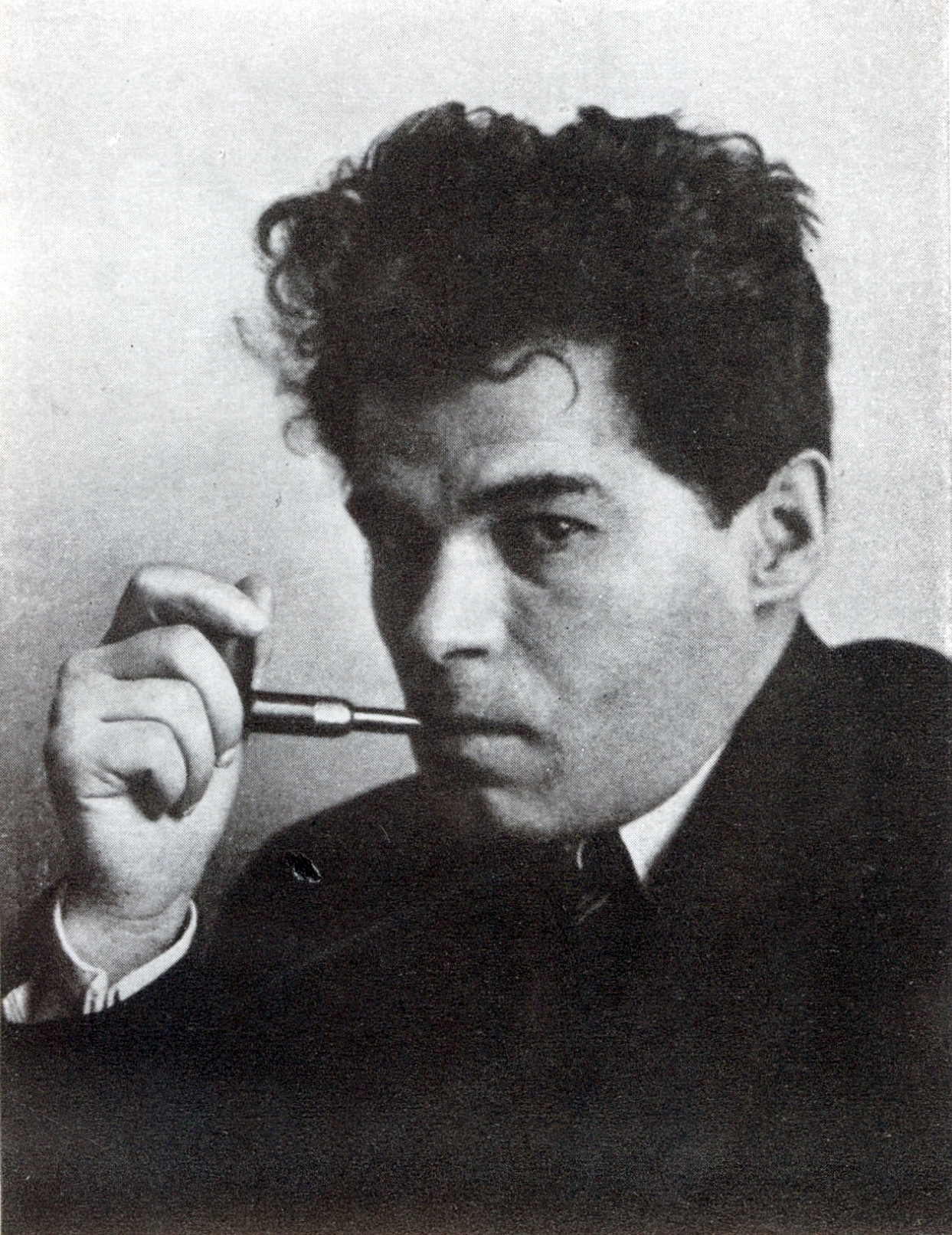
Mihail Semenko, fondatorul Futurismului ucrainean și redactorul Nova Generatsiia

Scopul Nova Generatsiia a fost promovarea artei de avangardă pentru publicul larg al Ucrainei. Revista a pus un accent deosebit pe arhitectură, design și urbanism, urmărind foarte îndeaproape evoluțiile europene și mai ales germane din aceste zone.

## Reacții
Futurismul ucrainean în general și Nova Generatsiia în special au fost adesea criticate pentru politica lor de stânga, care era foarte clară în revistă. Revista a fost criticată în special de contemporani, dar ulterior a fost recunoscută pentru rolul său în stabilirea artei ucrainene ca instituție independentă și modernă. În plus, revista a fost lăudată pentru că a fost ultima din Ucraina care a cedat cerințelor Partidului Comunist atunci când a încercat să neutralizeze și să omogenizeze activitățile artistice și culturale în a doua jumătate a anilor 1920.